# Canal del Vescomte Melville
El Canal del Vescomte Melville (en anglès Viscount Melville Sound) és un cos d'aigua situat a l'Arxipèlag Àrtic Canadenc, situat al tram central del Pas del Nord-oest. Les costes que banyes les seves aigües pertanyen administrativament al territori de Nunavut i als Territoris del Nord-oest, al Canadà.

## Geografia
Les aigües del Canal del Vescomte Melville separen el grup d'illes de la Reina Elisabet, al nord, de l'illa del Príncep de Gal·les, l'illa Stefansson i l'illa Victòria, al sud. És el tram central del Pas del Nord-oest i comunica a l'est, a través de l'estret de Barrow, l'estret de Lancaster i després la badia de Baffin, i a l'oest amb l'estret de McClure i l'oceà Àrtic. Té una longitud d'uns 500 km i una amplada d'entre 110 i 160 km.

## Història
Aquestes aigües foren navegades per primera vegada pels occidentals en la segona expedició (1819-1820) de l'explorador àrtic, i capità de la Royal Navy, William Edward Parry en la recerca de l'anhelat Pas del Nord-oest. Parry, que ja havia estat a l'àrtic amb John Ross, va aconseguir el comandament d'una nova expedició àrtica formada per dos vaixells, el HMS Hecla, de 375 tones, al capdavant de la qual hi anava ell, i el HMS Grip, de 180 tones, que comandava el tinent Liddon. Van sortir d'Anglaterra el maig de 1819 i el 4 d'agost van arribar a l'estret de Lancaster, que lliure de gel, els va permetre avançar ràpidament cap a l'oest. Després d'hivernar a Winter Harbour, a l'illa Melville, l'agost de l'any següent, una vegada alliberats els vaixells, van reprendre la ruta cap a l'oest, sense aconseguir arribar més enllà de 113° 47′, a l'extrem meridional d'Illa Melville. Parry va decidir tornar, convençut que el pas no es trobava en aquesta ruta. L'expedició va tornar a Anglaterra el novembre de 1820 després d'un viatge d'un èxit gairebé sense precedents en què es va completar més de la meitat del trajecte entre Groenlàndia i l'estret de Bering.
En aquesta travessia van descobrir molts braços d'aigua i illes totalment desconegudes en l'arxipèlag que durant molt temps es va anomenar arxipèlag Parry, i que des de 1953 s'anomena Illes de la Reina Elisabet, entre elles les aigües del Canal del Vescomte Melville, que porta el nom en honor de Robert Dundas, segon Vescomte de Melville (1771-1851), que en aquesta època era Primer Lord del Mar.